# W. Godfrey Hunter

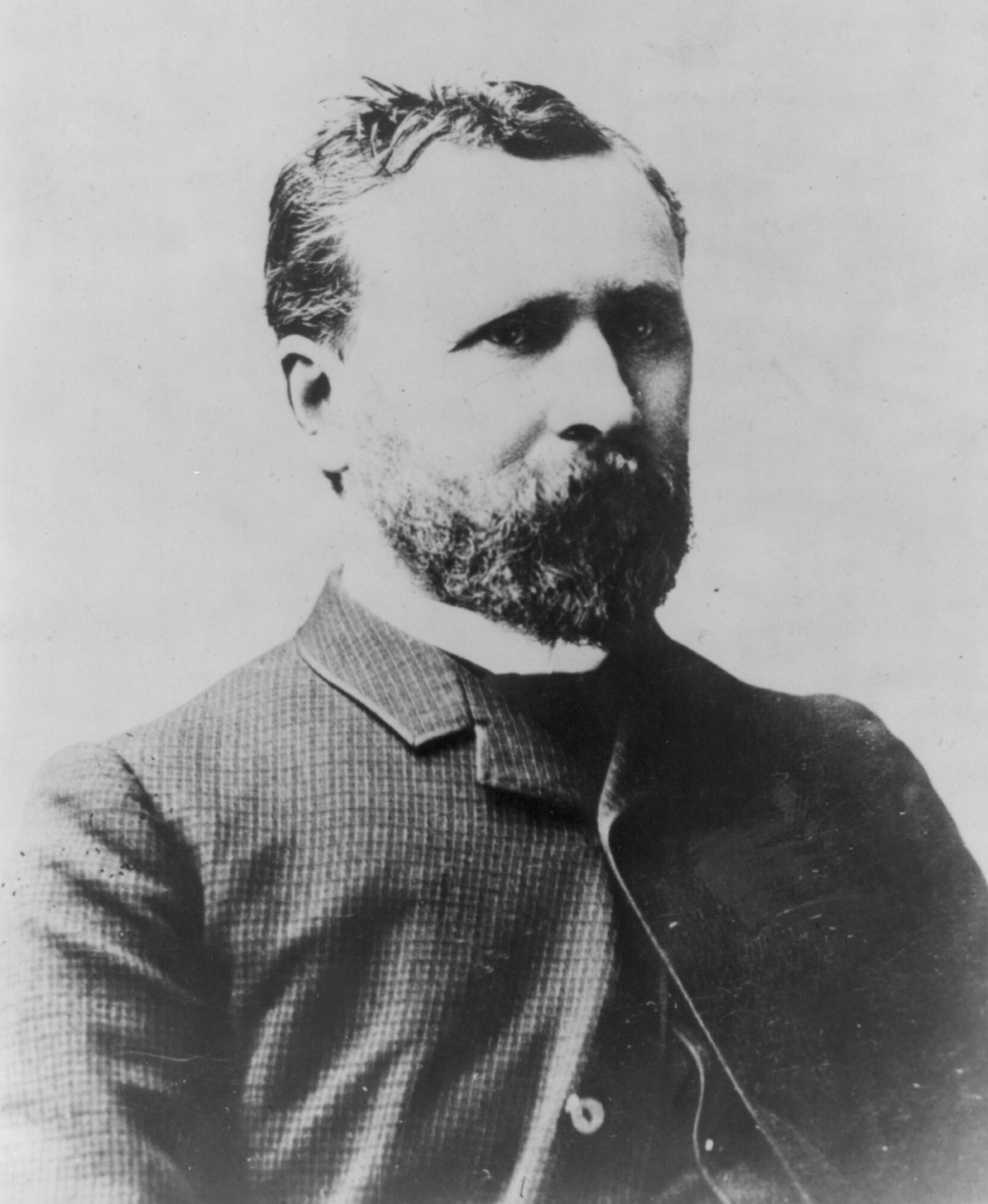
W. Godfrey Hunter

Whiteside Godfrey Hunter (* 25. Dezember 1841 bei Belfast, Irland; † 2. November 1917 in Louisville, Kentucky) war ein irisch-amerikanischer Diplomat und Politiker. Zwischen 1887 und 1905 vertrat er mehrfach den Bundesstaat Kentucky im US-Repräsentantenhaus. Außerdem war er amerikanischer Gesandter in Guatemala.

## Werdegang
Godfrey Hunter besuchte die öffentlichen Schulen seiner irischen Heimat. Im Jahr 1858 kam er in die Vereinigten Staaten, wo er sich zunächst in New Castle (Pennsylvania) niederließ. Nach einem anschließenden Medizinstudium in Philadelphia und seiner Zulassung als Arzt begann er in diesem Beruf zu arbeiten. Während des Bürgerkrieges diente er als Arzt im Heer der Union. Nach dem Krieg zog Hunter nach Burkesville in Kentucky. Dort schlug er als Mitglied der Republikanischen Partei eine politische Laufbahn ein. Zwischen 1874 und 1878 saß er als Abgeordneter im Repräsentantenhaus von Kentucky. In den Jahren 1880 und 1892 war er Delegierter zu den Republican National Conventions, auf denen James A. Garfield und später Benjamin Harrison als Präsidentschaftskandidaten nominiert wurden.
Bei den Kongresswahlen des Jahres 1886 wurde Hunter im dritten Wahlbezirk von Kentucky in das US-Repräsentantenhaus in Washington, D.C. gewählt, wo er am 4. März 1887 die Nachfolge von John Edward Halsell antrat. Da er bei den Wahlen des Jahres 1888 dem Demokraten Isaac Goodnight unterlag, konnte er bis zum 3. März 1889 zunächst nur eine Legislaturperiode im Kongress absolvieren. Im Jahr 1892 scheiterte eine erneute Kandidatur. Bei den Wahlen des Jahres 1894 wurde Hunter dann erneut im dritten Distrikt seines Staates in das US-Repräsentantenhaus gewählt. Dort löste er am 4. März 1895 Isaac Goodnight wieder ab. Bis zum 3. März 1897 konnte er eine weitere Legislaturperiode im Kongress verbringen. 1896 verlor er bei den Wahlen gegen John Stockdale Rhea von der Demokratischen Partei.
Am 8. November 1897 wurde Hunter als Nachfolger von Macgrane Coxe zum amerikanischen Gesandten in Guatemala ernannt; er war außerdem für Honduras akkreditiert. Dieses Amt bekleidete er bis zum 8. Dezember 1902. Nach dem Tod des Abgeordneten Vincent Boreing wurde Hunter im elften Distrikt von Kentucky bei der fälligen Nachwahl als dessen Nachfolger in den Kongress gewählt. Dort beendete er zwischen dem 10. November 1903 und dem 3. März 1905 die angebrochene Legislaturperiode seines Vorgängers. Im Jahr 1904 verzichtete er auf eine erneute Kandidatur. Nach seinem endgültigen Ausscheiden aus dem US-Repräsentantenhaus war Hunter unter anderem mit der Entwicklung von Ölfeldern befasst. Er lebte in Louisville, wo er am 2. November 1917 verstarb.